# Berenice Bento
Berenice Bento (Campina Grande, 1966) es una socióloga brasileña. Su investigación se centra en temas como género, sexualidad y derechos humanos. Ha sido descrita como "una referencia esencial para los estudios recientes de género en el campo de las ciencias sociales". Ha sido columnista de Revista CULT desde 2015. Ha sido profesora de Ciencias Sociales en la Universidad Federal de Río Grande del Norte y coordinadora del Centro de Estudios Interdisciplinarios sobre Diversidad Sexual, Género y Derechos Humanos, en la misma universidad. Bento estudió Ciencias Sociales en la Universidad Federal de Goiás (1994), hizo una maestría en Sociología en la Universidad de Brasilia (1998) y se doctoró por esta misma universidad en 2003.
En 2011, recibió el Premio de Derechos Humanos, considerado "el premio más alto del gobierno brasileño a las personas y entidades que se destacaron en la defensa, promoción y confrontación y lucha contra las violaciones de derechos humanos en el país" (traducido del portugués). En esa edición rebió el premio en la categoría de igualdad de género de la presidenta Dilma Rousseff, principalmente por su trabajo sobre la transexualidad. 

Sobre este tema la socióloga ha dicho: 
El género y la sexualidad son dimensiones que constituyen subjetividades que están naturalizadas hegemónicamente. Creo que este campo de estudios / activismo ha contribuido a la deconstrucción de esta aparente naturaleza ahistórica, a través del análisis de las configuraciones discursivas de ciertos tiempos.

## Libros
- Extranjera: una paraíba en Nueva York (Annablume, 2016);
- Hombre no teje dolor: quejas y perplejidades masculinas (EDUFRN, 2013);
- Lo que es transexualidade (Colección Primeros Pasos/Brasiliense, 2008);
- La reinvenção del cuerpo: género y sexualidade en la experiencia transexual (Garamond, 2006, 1a. edición/ EDUFRN, 2014, 2a. edición).